# Santo Domingo Oeste
Santo Domingo Oeste es un municipio de la provincia de Santo Domingo, en la República Dominicana. Fue creado el 16 de octubre de 2001 mediante la Ley 163-01, tras la división del antiguo Distrito Nacional.
Se encuentra en la parte occidental del Gran Santo Domingo, limitando al norte con la autopista Duarte, al este con el Distrito Nacional, al oeste con los municipios de Los Alcarrizos y San Cristóbal, y al sur con el Distrito Nacional y el mar Caribe. Tiene una extensión aproximada de 54 kilómetros cuadrados y, según estimaciones del censo de 2022, cuenta con una población de 410,578 habitantes, lo que le convierte en uno de los municipios más densamente poblados del país.

## Límites
Municipios limítrofes:
|                                       | Norte: Autopista Duarte             |                         |
| Oeste: San Cristóbal y Los Alcarrizos |                                     | Este: Distrito Nacional |
|                                       | Sur: Distrito Nacional y Mar Caribe |                         |

## Historia
Desde su creación, Santo Domingo Oeste ha mostrado un crecimiento acelerado tanto en infraestructura como en población. El municipio fue creado el 16 de octubre de 2001 mediante la Ley 163-01, como resultado de la división del Distrito Nacional y la conformación de la nueva provincia de Santo Domingo, incluyendo dentro de sus límites las zonas del área metropolitana atravesadas por la autopista Duarte (RD-1). Su desarrollo se ha visto impulsado por la expansión urbana del Gran Santo Domingo y por la migración interna, especialmente desde provincias del sur del país. El municipio ha recibido inversiones en proyectos habitacionales, zonas industriales y centros comerciales, lo que ha fortalecido su integración dentro del ámbito metropolitano de la capital.
Entre los sectores más importantes de Santo Domingo Oeste se destacan Herrera, Manoguayabo, Hato Nuevo, Las Caobas, El Café, Bayona, Engombe, Bienvenido, Buenos Aires de Herrera, Villa Aura, Las Palmas, La Altagracia, Olimpo y El Libertador. Muchos de estos sectores combinan áreas residenciales con espacios comerciales e industriales, siendo Herrera uno de los polos económicos más activos, especialmente por su zona industrial y su ubicación estratégica cercana a vías principales como la avenida Luperón.
Además de su importancia residencial y comercial, el municipio posee un valor histórico y cultural. En su territorio se encuentran ruinas coloniales como las de Engombe y Palavé, así como áreas naturales a orillas del río Haina que ofrecen espacios para el esparcimiento. Su clima es tropical y cuenta con servicios públicos importantes, como centros de salud, escuelas y transporte colectivo, lo que ha contribuido a su importancia como uno de los municipios más relevantes del área metropolitana de Santo Domingo.

## Demografía
Según los resultados del X Censo Nacional de Población y Vivienda, realizado en noviembre de 2022 por la Oficina Nacional de Estadística (ONE), el municipio de Santo Domingo Oeste cuenta con una población total de 410 578 habitantes, de los cuales 197 104 son hombres y 213 474 son mujeres. Esto representa un crecimiento poblacional sostenido con respecto al censo anterior, manteniendo a Santo Domingo Oeste como uno de los municipios más densamente poblados de la provincia, con una densidad estimada de alrededor de 7 600 habitantes por kilómetro cuadrado, considerando su extensión de aproximadamente 54 km².
La mayor parte de la población reside en áreas urbanas, con 322 291 personas viviendo en zonas urbanizadas frente a 88 287 habitantes que residen en áreas rurales. Esta distribución evidencia una marcada concentración urbana, asociada al desarrollo residencial e industrial que caracteriza al municipio, especialmente en sectores como Herrera, Manoguayabo y Las Caobas.
En cuanto a la estructura por edad, la edad mediana de la población es de 25 años, con una ligera diferencia entre hombres (24,8 años) y mujeres (25,2 años). Este dato revela una población mayoritariamente joven, lo que plantea desafíos y oportunidades en términos de educación, empleo y servicios públicos. La proporción de menores de 15 años es significativa, lo que refuerza la importancia de invertir en infraestructura educativa y sanitaria.
Respecto a la composición étnica, el municipio refleja la diversidad de la región Ozama. Según los datos del censo, un 34,2 % de los residentes se identifican como "indios" (término culturalmente usado en el país), un 26,1 % como morenos, un 18,7 % como blancos, un 7,7 % como mestizos, un 7,5 % como negros y un 3,8 % como mulatos. Otros grupos, como los asiáticos, representan proporciones menores. Esta diversidad étnica contribuye a la riqueza cultural del municipio y forma parte de su identidad social contemporánea.

## Educación
Santo Domingo Oeste tiene muchas escuelas y colegios privados. Estos son los más conocidos:
- Colegio Alfonso I
- Colegio Gregorio Luperón
- Centro de Cuidado Infantiles Retoños de Esperanza.
- Centro educativo Crossover.
- Centro educativo Decrossory
- Colegio Las Mercedes.
- Centro de estudios Américo Lugo.
- Centro educativo Tía Nancy.
- Centro pedagógico los Niños Rien.
- Centro escolar Rayo de Luz
- Colegio Cristiano Berea.
- Colegio El Ángel.
- Colegio Juan XXIII.
- Colegio La Hora de Dios.
- Colegio Núñez de Cáceres.
- Colegio Olimpo.
- Colegio Profeta Moisés.
- Colegio Santa María.
- Colegio San Rafael.
- Colegio Evangélico Bethesda
- Colegio Santiago Apóstol.
- Colegio Adventista Bethel.
- Colegio Católico de Herrera.
- Colegio Jardín Infantil Renacimiento.
- Colegio Hogar de Niños "Tía Tatiana.
- Escuela primaria Buenos Aires.
- Escuela Cristobalina Batista.
- Escuela Iván Guzmán.
- Escuela primaria Jamaica.
- Escuela Prof. Natanael García.
- Escuela Rafaela Santaella.
- Escuela Villa Nazaret.
- Liceo Ciprian Valdez.
- Liceo Nocturno Buenos Aires.
- Liceo Doña Emma Balaguer.
- Liceo Pedro Aponte.
- Liceo Profesor Andrés Medrano.
- Liceo Profesora Adelaida Acosta.
- Liceo y Politécnico Las Américas.
- Politécnico Madre Rafaela Ybarra.
- Liceo Manuel Aurelio Tavarez Justo.

- Colegio BYS.
- Centro Educativo

Mario Moreno Reyes.
- Liceo Elsa Mojica.
- Colegio

Edenico Infantil.